# Bembidion tenax
Bembidion tenax är en skalbaggsart som beskrevs av Thomas Casey. Bembidion tenax ingår i släktet Bembidion och familjen jordlöpare. Inga underarter finns listade i Catalogue of Life.